# Kościół św. Trójcy w Mławie
Kościół świętej Trójcy w Mławie – rzymskokatolicki kościół parafialny należący do dekanatu mławskiego wschodniego diecezji płockiej.

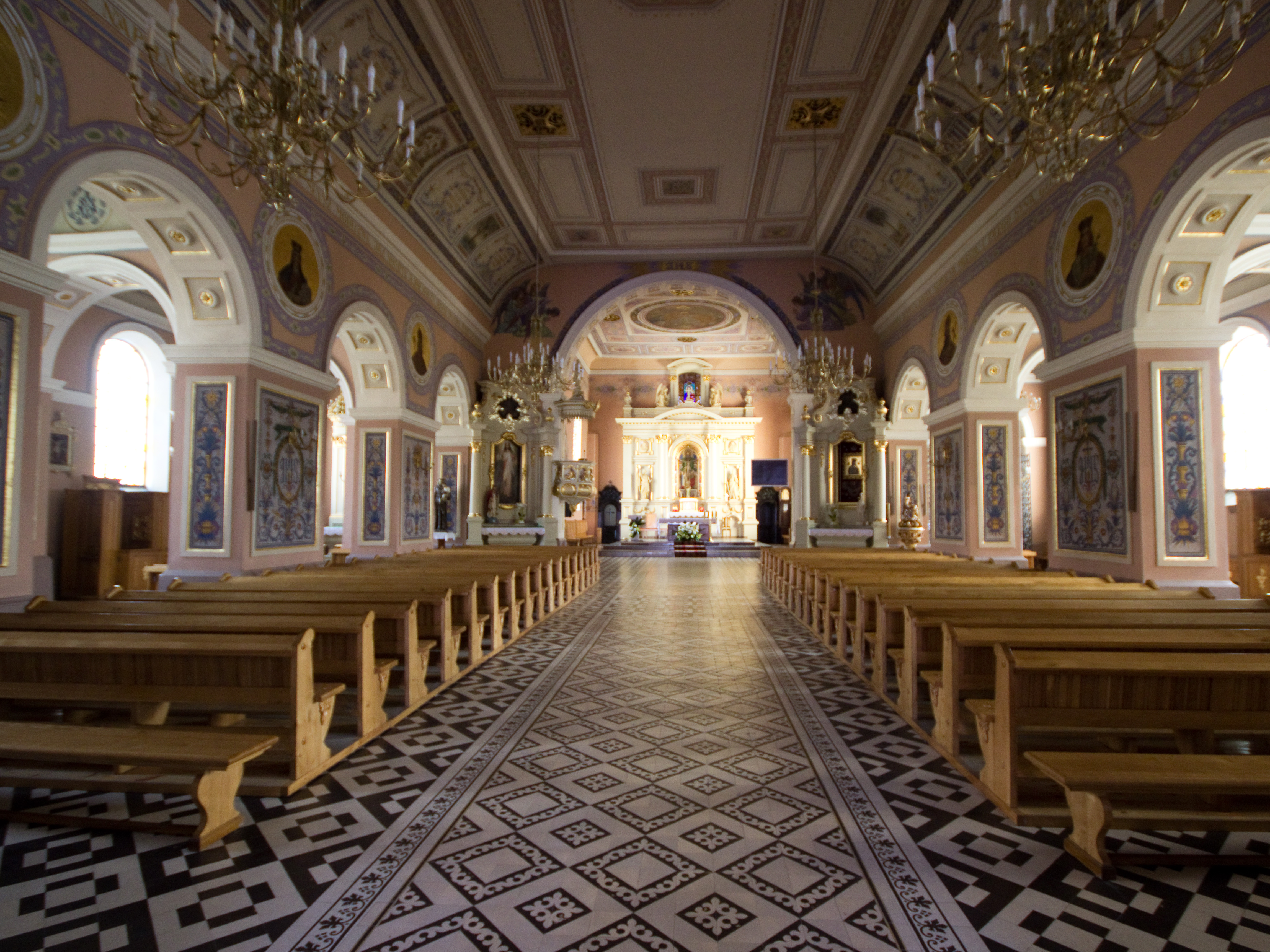
Wnętrze

## Historia i architektura
Murowany kościół późnogotycki, wzniesiony na obecnym miejscu w 1477 roku. Po pożarze w 1692 roku odbudowany w 1717 roku. W latach 1882–1886 całkowicie przebudowany w stylu neobarokowym, w innych źródłach określanym jako toskański lub staro-romański. Aktualny kształt kościoła powstał stosunkowo niedawno (przed 100 laty). Na podstawie materiałów historycznych oraz oceny pozostałości murów i układu kościoła można przypuszczać, że kościół murowany został zbudowany w 1477 roku jako jednonawowa budowla z wysuniętym prezbiterium. Jedyne widoczne elementy, które odnieść można do tej pierwszej budowli, to ściana tęczowa między prezbiterium a nawą główną oraz fragment okna (obecnie witraż) w tylnej ścianie prezbiterium. Przebudowa dokonana w latach 1882–1886 całkowicie zmieniła obiekt: nawę główną obniżono, dobudowano do niej w przedłużeniu istniejących kaplic dwie nawy boczne, łączące się z nawą główną arkadami, powstałymi w ścianach nawy głównej po przedłużeniu do posadzki otworów okiennych. Nawy boczne są dłuższe od głównej o około 2 metry. Dobudowano też nowy fronton ujęty dwiema wysokimi wieżycami, zwieńczonymi cebulastymi hełmami. Od strony prezbiterium dobudowano zakrystię, a nad nią skarbiec. Kościół dzielił losy innych budowli miejskich, był kilkakrotnie spalony i odbudowywany, ale dopiero ostatnią przebudową pozbawiono go prawdziwych cech zabytku. Dobudowano wieże nie związane organicznie z resztą budynku, ale odpowiadające ówczesnym gustom architektonicznym, tzn. w stylu zbliżonym do budownictwa cerkiewnego.